# 大河原 (郡山市)
大河原（おおかわら）は、福島県郡山市に所在する字である。郵便番号は963-8828。

## 地理
郡山市役所本庁所管地域である旧郡山地区に属し、住所としては「郡山市字大河原」と表記される。北で外河原、東で田村町下行合、南東で田村町上行合、南から西にかけ田村町金屋とそれぞれ隣接する。JR東日本郡山駅東側市街地に位置し、一級水系阿武隈川と支流の谷田川に挟まれた地区の中で東側の一角を範囲とする。郡山中央工業団地中南部を擁し、域内は工場、事業所施設が占める。芳賀に所在する郡山警察署芳賀交番、および堂前町に所在する郡山消防署本署がそれぞれ管轄にあたる。

## 世帯数と人口
2024年1月1日現在の世帯数と人口は以下の通りである。
| 町丁   | 世帯数 | 人口 |
| ------ | ------ | ---- |
| 大河原 | 0世帯  | 0人  |

## 小・中学校の学区
市立小・中学校に通う場合、学区は以下の通りとなる。
| 番地 | 小学校             | 中学校                 |
| ---- | ------------------ | ---------------------- |
| 全域 | 郡山市立芳賀小学校 | 郡山市立郡山第四中学校 |

## 交通

### 道路
- 一級市道58号田村香久池二丁目線
- 一級市道59号金屋道場線
- 二級市道170号金屋水門町2号線

## 施設等
- 郡山中央工業団地
  - 県中エコタウン事業協同組合 総合リサイクルセンター
  - 東亜通商 第三工場
  - 三和運輸